# Anthony Likiliki
Anthony Likiliki ou Kina Likiliki, né le 9 décembre 1999 à Veitongo aux Tonga, est un footballeur international tongien jouant en tant que milieu offensif ou attaquant à Christchurch United,.

## Biographie

### En club
Né aux Tonga, dans son pays natal, il commence sa carrière à Kolomotu’a en 2015. La saison suivante, il signe au Veitongo FC. Avec celui-ci, le Tongien remporte la Tonga Major League en 2016. Grâce à ce titre de champion, le milieu joue son premier match de tour préliminaire de Ligue des champions de l'OFC 2016 contre les Samoans du Kiwi FC. Son équipe s'incline lourdement sept buts à un. Avec trois défaites en autant de matchs, l'équipe ne passe pas l'écueil du tour préliminaire.
Quelques mois plus tard, il fait son retour à Kolomotu’a. Après une année à Kolomotu’a, il retourne au Veitongo FC.
En 2019, Likiliki s'engage avec Christchurch United, connaissant sa première aventure à l'étranger.

### En sélection
Il joue son premier match avec les moins de 17 ans face aux Îles Salomon lors du Tournoi qualificatif de l'OFC des moins de 17 ans 2015. Lors de cette rencontre, il est titulaire et joue l'intégralité du match. Sa sélection perd très largement par dix buts à un.
Le 2 septembre 2015, il fait ses débuts en équipe nationale à l'âge de seulement 15 ans, lors des éliminatoires de la zone Océanie de la Coupe du monde 2018 contre les Samoa américaines. Son équipe s'incline deux buts à un.

## Palmarès

### En club
|  | Veitongo FC - Tonga Major League: - Champion : 2016 |